# Callipotnia angulifera
Callipotnia angulifera är en fjärilsart som beskrevs av Louis Beethoven Prout 1913. Callipotnia angulifera ingår i släktet Callipotnia och familjen mätare. Inga underarter finns listade i Catalogue of Life.